# Kerner

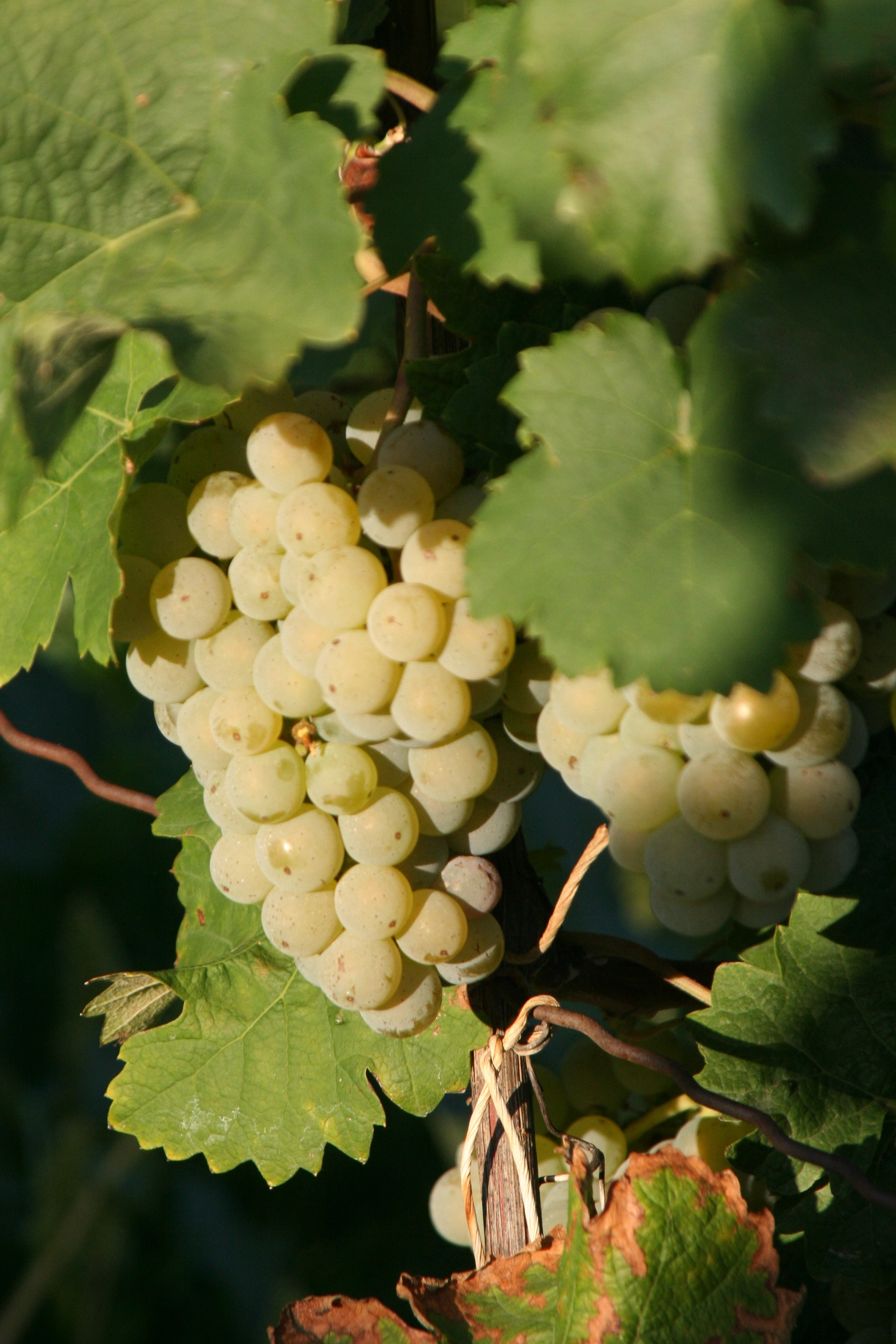
Kerner

Kerner is een witte druivensoort. Het is een kruising van de rode Trollinger- en witte Riesling-druif. In 1929 door de onderzoeker August Herold gekruist. Destijds werd deze druif weißen Herold genoemd. Later is de druif genoemd naar de Duitse dichter Justinus Kerner.
Het meest wordt de druif aangeplant in de Duitse deelstaat Rijnland-Palts. De druivensoort Kernling is een mutatie van de Kerner.